# Покровский сельский округ (Костанайская область)
Покровский сельский округ — административно-территориальное образование в Денисовском районе Костанайской области.

## История
Дата образования округа: 15.07.1994 год.

## Население
Численность населения округа по состоянию на 01.01.2020 г. включает 506 .
| №  | Национальность | Численность, чел. |
| -- | -------------- | ----------------- |
| 1  | Казахи         | 332               |
| 2  | Русские        | 70                |
| 3  | Украинцы       | 41                |
| 4  | Немцы          | 40                |
| 5  | Удмурты        | 6                 |
| 7  | Татары         | 4                 |
| 8  | Белорусы       | 2                 |
| 9  | Башкиры        | 1                 |
| 10 | Другие         | 10                |

## Административное устройство
Аким Покровского сельского округа — Саркетов Талгат Байзакович. 
1. село Покровка
2. село Досовка